# میدگام
میدگام (به انگلیسی: Midgham) یک روستا و محله مدنی در بریتانیا است که در West Berkshire واقع شده‌است. میدگام ۵٫۰۱ کیلومتر مربع مساحت و ۳۳۴ نفر جمعیت دارد.